# 高橋陽大
高橋 陽大（たかはし はると、2002年6月29日 - ）は、ラグビーユニオンの選手。ジャパンラグビーリーグワンの三重ホンダヒートに所属している。

## 来歴
ニュージーランドのU18チーフスに選ばれたことがある。
ニュージーランドのロトルアボーイズハイスクール卒業。
2020年、神戸製鋼コベルコスティーラーズに加入。2025年6月、コベルコ神戸スティーラーズを退団。
2025年7月、三重ホンダヒートに加入した。